# Plexus submucosus
Der Plexus submucosus (oder Meissner-Plexus nach Georg Meissner) ist, neben dem Plexus myentericus (Auerbach-Plexus), ein Teil des Enterischen Nervensystems (intramurales Nervensystem), welches wiederum zum Vegetativen Nervensystem gehört. Es handelt sich um Anhäufungen von Ganglien und von ihnen ausgehenden Nervenfasern in der Submukosa, also zwischen der Schleimhaut und der Muskelschicht der Wand des Verdauungssystems. Manchmal wird der Plexus submucosus in einen äußeren und inneren Anteil weiter unterteilt. Der Plexus submucosus internus liegt direkt unter der Schleimhaut und entspricht dem Meissner-Plexus im engeren Sinn. Der Plexus submucosus externus (Schabadsch-Plexus) liegt der Ringmuskelschicht innen an.
Der Plexus submucosus steuert die Sekretion der Drüsen von Magen und Darm primär unabhängig vom ZNS. Zudem werden Bewegungen des Epithels des Darms und immunologische Vorgänge reguliert. Der Plexus submucosus externus beteiligt sich darüber hinaus an der Steuerung der Darmmotorik. Allerdings ist das Enterische Nervensystem nicht vollkommen unabhängig. Über den Parasympathikus (steigert) und Sympathikus (hemmt) kann die Aktivität des Plexus und damit die Sekretionsleistung beeinflusst werden.